# Конвой H-5
Конвой H-5 — японський конвой часів Другої світової війни, проведення якого відбувалось у листопаді 1943-го.
H-5 належав до серії конвоїв, які в 1943―1944 роках ходили між важливим транспортним хабом у Манілі та островом Хальмахера зі складу Молуккського архіпелагу (північний схід Нідерландської Ост-Індії), який, зокрема, відігравав важливу роль у постачанні японських сил на заході Нової Гвінеї.
До складу конвою, який вийшов з Маніли 18 листопада 1943-го, увійшли транспорти «Мадрас-Мару», «Акагісан-Мару», «Різан-Мару», «Тотторі-Мару», «Ечізен-Мару» (Echizen Maru), «Асахісан-Мару» та «Мацуєй-Мару» (Matsuei Maru, також відомий як Shoei Maru), тоді як охорону забезпечував патрульний корабель PB-2. Також можливо відзначити, що стосовно торпедного човна «Хаябуса» відомо про ескортний рейс за маршрутом  Маніла — Хальмахера — Маніла, що тривав 18 листопада — 1 грудня.
19 листопада 1943-го через несправність кермового пристрою «Асахісан-Мару» мусив полишити колону, проте вже за пів години проблему усунули і транспорт повернувся до загону.
22 листопада охорону конвою підсилив переобладнаний мисливець за підводними човнами «Кьо-Мару № 2», що вийшов з порту Давао (південне узбережжя філіппінського острова Мінданао). Натомість наступної доби в північній частині Молуккського моря за дві сотні кілометрів на північний схід від острова Хальмахера PB-2 відокремився та попрямував до Балікпапану (центр нафтовидобувної промисловості на сході Борнео).
Хоча маршрут конвою пролягав через кілька районів, де традиційно патрулювали ворожі підводні човни, цього разу операція пройшла без інцидентів і 24 листопада японський загін досягнув затоки Кау на острові Хальмахера.